# ハンブルク国際園芸博覧会 (1963年)
1963年のハンブルク国際園芸博覧会（ハンブルクこくさいえんげいはくらんかい, International Exhibition of Horticulture Hambourg 1963）は、1963年4月26日から10月13日まで西ドイツのハンブルクで開催された国際園芸博覧会であり、博覧会国際事務局が認定した国際博覧会（特別博）である。テーマは「All categories of the horticulture: economic and cultural」。